# Apače
Apače (en alemán: Abstall) es una localidad de Eslovenia, capital del municipio homónimo.
En 2016 la localidad tiene 533 habitantes, en torno a la séptima parte de la población del municipio.
Se sitúa junto a la frontera austríaca marcada por el río Mura, sobre la carretera 438 que une Podgrad con Šentilj v Slovenskih goricah.
La parroquia está consagrada a la Asunción de María y pertenece a la Archidiócesis católica de Maribor. Data de los siglos XV y XVI.